# Mihály Ács (tatăl)
Mihály Ács (tatăl), cunoscut și sub numele Aachs sau Aács, (n. 1631, Győrszentmárton – d. 18 ianuarie 1708, Nemescsó) a fost un scriitor eclesiastic maghiar. A fost tatăl scriitorului și teologului Mihály Ács (fiul) (1672-1710).